# Rosa 'Jubilee Celebration'
Rosa 'Jubilee Celebration' — сорт английских роз.
Регистрационное название 'AUShunter'.
Сорт назван в честь 50-летнего юбилея королевы Елизаветы II.

## Происхождение
Селекционер: Дэвид Остин (David Austin), Великобритания, 2002 год.
Сорт введён в культуру David Austin Roses Limited (UK) в 2002 году под названием 'Jubilee Celebration'.
Rosa 'AUSgold' × ?

## Биологическое описание
Шраб (англ. Shrub), английская роза (англ. English Rose).
Высота растения до 120 см. Ширина до 120 см.
Листья средних размеров, тёмно-зелёные, полуглянцевые.
Цветки лососёво-розового цвета, 12—14 см в диаметре, немного светлеющие при отцветании. Лепестков 41.
Аромат приятный, сильный, с цитрусовым и малиновым оттенком.
Цветение повторное.

## В культуре
Используется как декоративное садовое растение.
Зоны морозостойкости: от 6b (−17,8 °C… −20,6 °C) до более тёплых.
Устойчивость к болезням высокая.